# Zlata (inslagkrater)
Zlata is een inslagkrater op de planeet Venus. Zlata werd in 1985 genoemd naar Zlata, een Servo-Kroatische meisjesnaam.
De krater heeft een diameter van 7 kilometer en bevindt zich op Lakshmi Planum in de regio Ishtar Terra, in het quadrangle Lakshmi Planum (V-7).